# Total War: Pharaoh
Total War: Pharaoh  est un jeu vidéo de stratégie au tour par tour et de tactique en temps réel développé par Creative Assembly Sofia (en) et édité par Sega. Faisant partie de la série Total War, Pharaoh se déroule dans le Nouvel Empire d'Égypte et ses environs peu avant l'effondrement de l'âge du bronze. Le jeu est sorti sur PC Windows le 11 octobre 2023. Feral Interactive édite la version macOS du jeu.

## Système de jeu
Comme les autres épisodes de la série Total War, Total War: Pharaoh est un jeu de stratégie au tour par tour et de tactique en temps réel. Le joueur peut choisir entre huit chefs parmi trois factions : l'Égypte, les Cananéens en Canaan, et les Hittites en Anatolie.

## Développement
Total War: Pharaoh est développé par le studio bulgare Creative Assembly Sofia (en) qui avait déjà travaillé sur Total War Saga: Troy, sorti en 2020.
Le jeu est annoncé en mai 2023 pour une sortie prévue sur Windows en octobre 2023.